# Biobutterfly
Biobutterfly (door de fabrikant geschreven als BioButterfly) is een materiaal, dat is samengesteld uit biomassa zoals stro, biet of hout.

## Geschiedenis
Het ontwikkelingsprogramma Project BioButterfly werd in 2012 samen met producenten Axens en IFP Energies Nouvelles (IFPEN) opgezet.
Het materiaal, een synthetisch 'elastomeer', is in onderzoek en ontwikkeling bij bandenfabrikant Michelin met als doel van dit materiaal autobanden te kunnen fabriceren, zonder gebruik te hoeven maken van uit aardolie vervaardigde stoffen. Samen met suikerfabrikant Tereos wordt door de fabrikant gezocht naar bruikbare samenstellingen.

## Fabricage
Het profiel van de band wordt in 3D op de band geprint en kan na slijtage weer opnieuw aangebracht worden door een nieuwe print.

Het streven van de autobandenfabrikant is dat de autobanden in 2048 voor 80% worden vervaardigd uit duurzame materialen en voor 100% recyclebaar zijn.